# Ryszard Skutnik
Ryszard Skutnik (ur. 25 lipca 1948 roku w Tarnowie) – polski zawodnik i trener piłki ręcznej.
Karierę zawodniczą rozpoczął w latach 70. XX wieku w Stali Mielec.  Występował także w AZS-ie Kraków, a jego ostatnim klubem był MKS Pałac Młodzieży Tarnów.
Po zakończeniu kariery zawodniczej pozostał związany z piłką ręczną — został trenerem. W nowej roli zadebiutował w Juvenii Rzeszów. Później trenował drużyny we Francji i Tunezji, gdzie zdobył mistrzostwo kraju z   Etoile du Sahel. Po powrocie do kraju objął posadę szkoleniowca w Unii Tarnów, którą wprowadził do ekstraklasy w latach 1986 i 1988.  W 2008 został trenerem SPR BRW Stali Mielec, z którą w sezonie 2011/2012 zdobył brązowy medal Mistrzostw Polski. W październiku 2013 roku podał się do dymisji. Od 9 Grudnia 2013 trener pierwszoligowego SPR Tarnów. W okresie 2014–2016 trener Azoty-Puławy.  12 października trenerem drużyny Górnik Zabrze.
Szkolił również młodzieżową reprezentację Polski.

## Kariera

### zawodnicza[4]
| Lp. | klub                       |
| --- | -------------------------- |
| 1.  | SPR Stal Mielec            |
| 2.  | AZS Kraków                 |
| 3.  | MKS Pałac Młodzieży Tarnów |

### trenerska[4]
| lp. | klub                             | sukces                                                                            |
| --- | -------------------------------- | --------------------------------------------------------------------------------- |
| 1.  | Tauron Stal Mielec               | brązowy medal w sezonie 2011/2012 wprowadzenie klubu do ekstraklasy (1979 i 2010) |
| 2.  | Unia Tarnów                      | wprowadzenie klubu do ekstraklasy (1986 i 1988)                                   |
| 3.  | kluby we Francji w Tunezji       | Mistrzostwo Tunezji z Etoile du Sahel                                             |
| 4.  | Juvenia Rzeszów                  |                                                                                   |
| 5.  | reprezentacje młodzieżowe Polski | wprowadzenie do ME                                                                |
| 6.  | Azoty-Puławy                     | brązowy medal w sezonie 2014/2015                                                 |